# Bosscha-observatoriet
Bosscha-observatoriet är ett observatorium i 
Lembang på ön Java i Indonesien. Observatoriet ligger på ett 6 hektar stort område i en tidigare teplantage och är uppkallat efter plantageägaren Karel Albert Rudolf Bosscha, son till fysikern Johannes Bosscha. Det är Indonesiens äldsta moderna observatorium och ett av de äldsta i Asien.
Behovet av ett teleskop för studier av stjärnhimlen över Nederländska Ostindien uppmärksammades av 
Nederlandsch-Indische Sterrenkundige Vereeniging (det nederländsk-indiska astronomiska sällskapet) omkring 1920 och byggnationen inleddes 1923. 
Verksamheten vid observatoriet var inställd under andra världskriget och återupptogs först efter omfattande reparationer av anläggningen. Den 17 oktober 1951 övertogs det av den indonesiska staten. Observatoriet används till forskning och utbildning och drivs sedan år 1959 av Institut Teknologi Bandung. Observationerna störs dock allt mer av ökande ljusförorening så ett nytt observatorium har börjat byggas på ett område i  
Nusa Tenggara Timur som är glesare befolkat.
Bosscha-observatoriet kan besökas av allmänheten på guidade turer.

## Teleskop

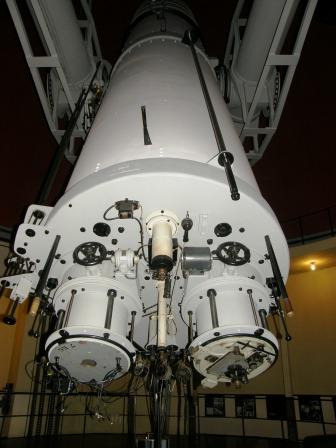
Zeiss dubbelrefraktor.

Observatoriet har fem stora teleskop:
1. Zeiss dubbelrefraktor som används till studier av dubbelstjärnor, observationer av planeter (Mars, Saturnus och Jupiter) och kometer samt månens kratrar. Refraktorn är försedd med två objektiv med en diameter på 60 centimeter och en brännvidd på 10,7 meter. Den tillverkades av Carl Zeiss i Jena och togs i drift år 1928.[1]
2. Schmidtteleskopet Bima Sakti med en bländare på 50 centimeter och en spegeldiameter på 71 centimeter. Det används till studier av galaxer, asteroider och supernovor samt för fotografering av tunga kroppar. Optiken donerades och tillverkades  av Yerkesobservatoriet i USA 1958 och teleskopet togs i drift år 1960.[1]
3. Bambergrefraktor med en bländare på 37 centimeter, som används för bestämning av stjärnors magnitud och avstånd samt för  studier av dubbelstjärnor. Det byggdes 1927 av Carl Bamberg från Berlin med optik från  Bernhard Schmidt i Hamburg.[1]
4. Cassegrain GOTO. Ett datorstyrt digitalt teleskop som automatiskt undersöker föremål i en databas. Det är utrustat med en fotometer och en spektograf och är en gåva från Japan.[1]
5. Unitronrefraktor med en bländare på 10,2 centimeter avsedd för fotografering av månskäran, sol- och månförmörkelser samt solfläckar.[4]